# Dürrbach (Wüstung)
Dürrbach ist eine Wüstung auf den Gemarkungen von Großlangheim und Wiesenbronn im unterfränkischen Landkreis Kitzingen. Das Dorf wurde im 15. Jahrhundert verlassen. Die Gründe hierfür sind unklar.

## Geografische Lage
Die Wüstung Dürrbach liegt zwischen Wiesenbronn und Rödelsee im Südwesten der Wiesenbronner Gemarkung. Im Norden ist Kleinlangheim zu finden, während sich im Nordosten Wiesenbronn befindet. Weiter westlich beginnt die Gemarkung von Castell, südlich erhebt sich der Schwanberg mit dem gleichnamigen Rödelseer Ortsteil. Im Südwesten findet sich Rödelsee, während im Nordwesten Großlangheim zu finden ist. Der sogenannte Dürrbach fließt durch die ehemalige Gemarkung.

## Geschichte
Erstmals erwähnt wurde das Dorf in einer Urkunde aus dem Jahr 1170. Damals übergab der Würzburger Fürstbischof Herold der Zisterzienserabtei Ebrach einige Mansen am „monte Durrebach“ (lat. Berg Dürrbach). Am 29. Oktober 1325 gewährte Graf Hermann II. zu Castell seinem Vasallen Berthold von Guckelberg den Verkauf einiger Häuser im Ort „Durrbach“. Im Jahr 1340 tauchte das Dorf in einem Güterverzeichnis des Zisterzienserklosters Ebrach wieder auf.
Am 27. Mai 1374 verkauften die Ritter Erkinger und Endres Zollner einige Güter im Dorf „und auf der mark ein pfunt heller und vier pfennig und den zehend doselbst“ an Friedrich III. zu Castell. Nun tauchte 1378 das Dorf nur noch im Personennamen „Kunz Selnswolt, gesessen zu Durrebach“ auf. Die Dürrbacher besuchten die Kirche in Wiesenbronn, waren allerdings Filialgemeinde des Großlangheimer Gotteshauses. 
Um 1400 wurde die Siedlung wahrscheinlich aufgegeben, vielleicht aufgrund der Pest. Am 6. März 1447 verkaufte Graf Wilhelm II. zu Castell die Wüstung „Durbach“ für 10.000 Gulden an Jörg von Henneberg und die Truchseß von Wetzhausen im Amt Großlangheim. Nun klagte Erkinger von Seinsheim gegen dieses Geschäft, weil das Dorf ursprünglich in den Händen seiner Familie gewesen war.
Weiterhin lag die Wüstung in der Zent Stadtschwarzach und der Zentbüttel schrie auch nachdem das Dorf schon öd lag noch die Zent hier aus. Zeugenaussagen des Jahres 1595 erwähnen, dass Dürrbach lediglich aus zwei Höfen bestanden habe und die Bevölkerung verkommen gewesen sei. Sie sollen in Wiesenbronn gespielt und getrunken haben. Als Grund für die Aufgabe des Dorfes wird es als Anlaufpunkt für „böse Buben“ bezeichnet.
In der Folgezeit entwickelten sich einige Prozesse um die Nutzung der Gemarkung. Sie wurde von Großlangheim und Wiesenbronn beansprucht. Der Würzburger Bischof Julius Echter von Mespelbrunn ließ schließlich vor 1580 ein Haus auf der Wüstung errichten. Die Wiesenbronner Dorfherren schritten am 19. Dezember 1580 ein und zerstörten das neugebaute Anwesen. Daraufhin klagte Bischof Julius vor dem Reichskammergericht gegen Markgraf Georg Friedrich, den Ebracher Abt Leonhard, die Grafen zu Castell und weitere.
Der Prozess zog sich mehrere Jahre hin und brachte kein endgültiges Ergebnis. Noch 1671 war die Gemarkung strittig und Großlangheim setzte eine Markungsumgehung an. 1692 plante man Dürrbach wieder zu besiedeln und verpachtete das Gelände. Am 25. Januar 1694 erhielt der Großlangheimer Amtskeller Roßhirt den Auftrag hier ein Haus zu errichten. Bis ins 18. Jahrhundert zog sich der Streit über die Zugehörigkeit der Gemarkung, ehe man sie auflöste und das Gelände in Feld und Weinberge umwandelte.